# Ignacio Ramón Ferrín Vázquez
| 38628 Huya            | 10 marzo 2000    |
| 127870 Vigo           | 24 marzo 2003    |
| 128166 Carora         | 27 agosto 2003   |
| 149528 Simónrodríguez | 24 marzo 2003    |
| 159776 Eduardoröhl    | 2 maggio 2003    |
| 161278 Cesarmendoza   | 24 marzo 2003    |
| 189310 Polydamas      | 3 gennaio 2006   |
| 196476 Humfernández   | 2 maggio 2003    |
| 201497 Marcelroche    | 2 maggio 2003    |
| 423624 Udeantioquia   | 27 novembre 2005 |

Ignacio Ramón Ferrín Vázquez (Vigo, 30 agosto 1943) è un astronomo venezuelano.
Laureatosi in fisica nel 1968 all'Università Centrale del Venezuela, ha ottenuto il dottorato in scienze all'Università del Nuovo Messico nel 1973 e in filosofia all'Università del Colorado a Boulder nel 1976. È professore di fisica all'Università delle Ande a Mérida.
Il Minor Planet Center gli accredita la scoperta di nove asteroidi, effettuate tra il 2000 e il 2006, in parte in collaborazione con Carlos Leal.